# クロコスミア属
クロコスミア属（クロコスミアぞく、学名: Crocosmia）、あるいはヒオウギズイセン属（ヒオウギズイセンぞく）は、アヤメ科の1属である。シノニムのモントブレチア Montbretia でも呼ばれる。クロコスミアの語源はギリシャ語の krokos（サフラン）と osme（香り）より。モントブレチアの語源はフランス革命期の植物学者エルネスト・コクベール・ド・モンブレへの献名。

## 分布
アフリカ原産。

## 下位分類
- Crocosmia ambongensis
- ヒオウギズイセン（英語版） Crocosmia aurea
- Crocosmia cinnabarina
- アカバナヒメアヤメ（英語版） Crocosmia crocata (Tritonia crocata[7])
- Crocosmia fucata
- Crocosmia luciferans
- Crocosmia maculata
- ジャイアントモントブレチア Crocosmia masoniorum
- Crocosmia mathewsiana
- アントエリザ（英語版） Crocosmia paniculata
- Crocosmia pauciflora
- Crocosmia pearsei
- ヒメトウショウブ（スペイン語版） Crocosmia pottsii (Tritonia pottsii[8])

### 雑種
- 自然雑種
  - Crocosmia × crocosmoides
  - Crocosmia × latifolia
- 栽培雑種
  - Crocosmia × curtonus[9]
  - ヒメヒオウギズイセン Crocosmia × crocosmiiflora